# Татарево (област Пловдив)
 За другото българско село вижте Татарево (Област Хасково).  
Татарево е село в Южна България. То се намира в община Първомай, област Пловдив.

## География
Татарево се намира на 9 km югозападно от Първомай.
Селото е разположено на 37 km югоизточно от Пловдив, в Пазарджишко-Пловдивското поле.

## Религии
- Православно християнство

## Обществени институции
- Кметство
- Читалище
- Библиотека
- Църква св. Георги

## Културни и природни забележителности
Пловдивските археолози попаднаха на уникална находка в Татаревската могила. На уникална находка попаднаха доц.д-р Костадин Кисьов и екипът му при разкопките на Татаревската могила – по стените на отлично запазен глинен съд е отпечатан текст с гръцки букви. Според доцента той е от I век сл. Хр. Служел е за съхраняване на благовонни масла. Археолозите първо били изненадани, защото надписите обикновено са издълбани по повърхността на съдовете, а тук става въпрос за отпечатано в негатив писмо. Няколко обстоятелства потвърждават, че това не е целенасочен надпис. Предполага се, че съдът е бил увит с пергамент, върху които е бил изписан текстът. Във времето когато това се е случило, се е ползвало мастило от сажди и естествени багрила, които са се отпечатали върху глината. От едната страна надписът е в хоризонтални редове, в съседство е под ъгъл, а на дъното на съда ясно личи отпечатък от прегъването на пергамента. Буквите са равни, което потвърждава, че става дума за щампа. Знаците са в „негатив“ и за да се прочетат ще трябва да бъдат обърнати. Макар да се е намирало в пределите на Римската империя, местното население не е ползвало латинския език, а тракийските племена са пишели с гръцки букви. Този надпис може да съдържа името на погребания в могилата. Той може да се окаже посвещение или заклинание. Накратко – би могъл да донесе много повече информация от един накит или златен предмет. И първата е, че местните са били грамотни – знаели са да четат и пишат. Предстои надписът да бъде консервиран и съхранен. След това се очаква да бъде и разчетен. Доцентът е сигурен, че това е уникална находка, която винаги ще бъде в центъра на експозицията, разказваща за този период от историята на човечеството и очаква към нея да бъде проявен интерес от чуждестранни археолози. Гроб №1 беше намерен на 3 м под върха на могилата и е християнско погребение с характерното полагане на трупа с ориентация изток-запад, а горните крайници са били скръстени в областта на таза.№2 и №3 са били съответно на 6 и 9 м по-надолу. И в двата гроба са били оградени с тухли, а положените са били изгорени на място. По-горният гроб е бил на жена, която вероятно е била от знатен произход. В гроб №3 е погребано дете. Гроб №4 е бил в изкопана в земята яма с размери 2 м х 3,5 м и е бил затрупан с дърва, а след това е извършено изгаряне. В североизточния ъгъл са намерени гробни дарове – 5 глинени съда и един малък железен връх на копие. Запазени са, защото са поставени след кремацията. Тъй като археолозите са намерили метален цинт, предполагат, че мъжът е бил обут със сандали с цинтове.
На 1,5 km източно от селото има надгробни тракийски могили. В една от тях е открита бронзова ризница на тракийски воин от 5 век пр.н.е.
В землището на селото са намерени оброчни плочки на Зевс и Хера, малки статуи, мраморна глава на кон, с естествени размери и мн. др.

## Редовни събития
- 14 февруари – празник на лозарите и винопроизводителите.
- 21 май – празник в местността „Константин и Елена“ до едноименния параклис.
- 2 юни – Традиционен събор

## Други
Добре развито зеленчукопроизводство. Има увеличение на площите с трайни овощни насаждения и лозя. Добри условия за развитие на овцевъдство.
От 1997г. насам в селото има цех за производство на пижами на име Ива Текс. В него работят около 20 жители

## Личности
- Виолета Караиванова – синдикалист, дългогодишен член на ИС на СРС КТ „Подкрепа“ – Пловдив
- Полковник Костадин Сталев – роден на 31 август 1959 г. в с. Татарево. Завършил е Висшето военно училище във Велико Търново, Военната академия и Генералщабната академия в София.
- Атанас Атанасов – завършил актьорско майсторство в САЩ. През 2015 г. възражда читалището в с. Татарево[2][3]. Министър на културата в правителството на Кирил Петков.